# Evelyn Mulry Moore
Evelyn Marie Mulry Moore (Brooklyn, 20 de octubre de 1942–Titusville, 17 de diciembre de 2012) fue una atleta estadounidense que ganó dos medallas de oro en natación en los Juegos Paralímpicos de Tokio 1964 y una medalla de oro y dos medallas de plata en los Juegos Paralímpicos de Tel Aviv 1968. También compitió en eventos como los Juegos Nacionales en silla de ruedas en las décadas de 1960 y 1970. Fue incorporada en la National Wheelchair Athletic Association Hall of Fame en 1978.

## Educación y primeros años
Evelyn Marie Mulry nació en Brooklyn y creció en Port Washington (Nueva York); era hija de Philip Mulry y Gertrude Elizabeth Jones Mulry. Su padre era abogado. Evelyn fue Girl Scout y jugó al baloncesto en el instituto. Se graduó en St. Mary's High School en Manhasset (Nueva York) en 1960.
En 1961, con 18 años, Mulry quedó paralizada tras un accidente de tráfico, y tardó casi un año en aprender a vivir con tetraplejía en el Instituto Rusk de Rehabilitación. Empezó sus estudios universitarios en Pace University antes del accidente, y se cambió a la Universidad de Illinois en Urbana-Champaign, comenzando en 1963.

## Carrera
En la Universidad de Illinois, Mulry fue miembro de la organización de estudiantes discapacitados, Delta Sigma Omicron, y del programa Gizz Kids de deportes para niños en silla de ruedas. Compitió en natación y en tenis de mesa en los Juegos Paralímpicos de Tokio 1964, y en los Juegos Paralímpicos de Tel Aviv 1968. Ganó dos medallas de oro en Tokio, y otra medalla de oro y dos medallas de plata en Tel Aviv.
Moore también compitió en los Juegos Nacionales en silla de ruedas en 1964, 1965, 1967, 1969, 1975, 1976 y 1978. Introdujo los bolos y otras disciplinas (lanzamiento de disco, lanzamiento de peso, jabalina). Fue incorporada en la National Wheelchair Athletic Association Hall of Fame en 1978, en el mismo grupo que B. Cairbre McCann y Julius Duval.
Moore trabajó durante 17 años como gerente en el Departamento de Ayudas Públicas del Estado de Illinois, en Champaign. Se jubiló en Florida en 1986.

## Vida personal
Mulry se casó con Richard Eugene Moore en 1965. Tuvieron un hijo, Justin (Judd); ella también ayudó a criar a los hijos de su marido de un matrimonio anterior. Enviudó de Richard en 2001; ella falleció en Titusville (Florida) en 2012, a la edad de 70 años.